# Grezzano (Mozzecane)
La frazione Grezzano appartiene al comune di Mozzecane, in provincia di Verona, nella regione Veneto. 
Fu un antico possedimento dei Dal Verme, passato in seguito alla famiglia Canossa.

## Monumenti e luoghi di interesse
- Villa Canossa